# Blazemth
Blazemth je španělská blackmetalová kapela z města Barcelona v Katalánsku založená v roce 1994 Ferranem Mollou (pseudonym Volkhaar) a Javim (pseudonym Lord Erlick). V letech 1993–1994 kapela působila pod názvem Daemonum, v této době vydala dvě demonahrávky. Za předchůdce by se daly považovat i kapely Decomposed, Rotten Flesh a Undivine.
Tvorba Blazemth je významně ovlivněna norskou blackmetalovou scénou a zejména jejími představiteli Emperor, Satyricon a Immortal.
Debutové minialbum For Centuries Left Behind vyšlo v roce 1995.

## Diskografie

### Daemonum
Dema
- Daemonum (1994)
- Unholycaust (1994)

### Blazemth
Studiová alba
- The Return of Lucifer (2022)

EP
- For Centuries Left Behind (1995)
- Fatherland (1996)

Kompilační alba
- Dragon Blaze (2017)

Various Artists kompilace
- Iberian Darkness "A Tribute to Iberian Scene" (2006) – VA kompilační CD pěti kapel